# Karl-Heinz Granitza
Karl-Heinz Granitza (* 1. November 1951 in Lünen) ist ein ehemaliger deutscher Fußballspieler, der als Spieler von Hertha BSC von 1976 bis 1979 in der Bundesliga 73 Spiele bestritt und dabei 34 Tore erzielte.

## Laufbahn

### Bis 1976: Jugend, Amateur, Regionalliga, 2. Bundesliga
Angefangen hat Karl-Heinz Granitza in der Jugend des VfB Lünen. Ab 1959 setzte er seine Ausbildung beim TuS Eintracht und ab 1969 TSC Eintracht Dortmund fort und durchlief dort alle Jugendklassen und seine drei ersten Jahre im Seniorenbereich im Amateurfußball.
Zur Runde 1972/73 bekam er in seiner Heimatstadt beim Lüner SV einen Vertrag und spielte damit in der weiland zweitklassigen  Regionalliga West. Beim LSV konnte nur mit einem Sparhaushalt gewirtschaftet werden und das sportliche Personal musste sich in einem vorgegebenen Rahmen bewegen. Am ersten Spieltag, den 30. Juli 1972, wurde der Ex-Amateur in der 60. Minute beim Heimspiel vor 8000 Zuschauern gegen Rot-Weiss Essen im Angriff eingewechselt. In der Torschützenliste trug er sich acht Tage später erstmals beim 2:2-Unentschieden beim SVA Gütersloh ein. Granitza erzielte beide Treffer zum Punktgewinn der Mannschaft von Trainer Theo Gründken. Trotz der Rückkehr des Abwehrroutiniers Dieter Zorc vom VfL Bochum im Laufe der Vorrunde konnte der LSV im ersten Jahr von Granitza im Vertragsfußball, die Klasse nicht halten. Mit 13:55 Punkten – bei einem Sieg und elf Unentschieden – stieg Lünen nach der Runde 1972/73 aus der Regionalliga West ab. Granitza war dabei zu 23 Einsätzen mit vier Toren gekommen.
Er blieb durch seinen Wechsel im Sommer 1973 zur DJK Gütersloh in der Regionalliga West. Mit der DJK belegte er in der letzten Runde Regionalliga 1973/74 den neunten Rang und qualifizierte sich dadurch zur Saison 1974/75 für die neue 2. Bundesliga. In 29 Einsätzen hatte er elf Tore für die Gütersloher beigesteuert. Im Premierenjahr der 2. Liga, 1974/75, brachte Trainer Rudolf Schlott Granitza neben den Leistungsträgern Ulrich Braun, Gerd Roggensack und Heinz Rudloff in 21 Spielen zum Einsatz. Fünf Tore gelangen dem Angreifer aus Lünen.
Zur Runde 1975/76 bekam der Westfale ein Angebot vom SV Röchling Völklingen aus der Südstaffel der 2. Bundesliga und er wechselte in das Saarland. Unter Trainer Herbert Binkert, an der Seite von Torhüter Jürgen Stars, Kapitän Werner Martin und Sturmkollege Walter Spohr schoss sich „Ellis“ Granitza mit sensationellen 29 Treffern an die Spitze der Torschützenliste der Saison 1975/76 in der 2. Bundesliga. Jetzt stand der „Torjäger“ auf der Wunschliste der Bundesliga. Völklingen hielt anfänglich dem Druck stand, Granitza absolvierte in der Runde 1976/77 die ersten sieben Zweitligaspiele für die Saarländer und erzielte drei Tore, aber am 17. September 1976 stürmte er erstmals in der Bundesliga für Hertha BSC.

### 1976–1979: Hertha BSC
Auch in der ersten Liga konnte sich Granitza auf Anhieb als Torschütze etablieren. Bei der 1:2-Niederlage am 17. September bei Borussia Dortmund erzielte er den Berliner Ehrentreffer und in seinem zweiten Einsatz für die Hertha im heimischen Olympiastadion war er zweifacher Torschütze beim 2:1-Heimsieg gegen Werder Bremen. Hertha BSC belegte in der Runde 1976/77 den zehnten Tabellenplatz und „Ellis“ hatte in 27 Einsätzen 15 Treffer erzielt. Bereits am 17. November 1976 kam er zu einem Einsatz in der B-Nationalmannschaft des DFB bei einem Länderspiel in Timișoara gegen Rumänien. Im DFB-Pokal spielte sich die Mannschaft von Trainer Georg Keßler bis in das Finale gegen den 1. FC Köln. Das Spiel endete am 28. Mai 1977 in Hannover 1:1 nach Verlängerung und zwei Tage später im Wiederholungsspiel setzte sich das Team von Trainer Hennes Weisweiler mit 1:0 durch. Granitza bildete in beiden Finalbegegnungen mit dem Senior Lorenz Horr den Angriff der Hertha.
Unter dem neuen Trainer Kuno Klötzer, der „Sir“ Georg Keßler nachfolgte, gehörten die Berliner in der Runde 1977/78 mit dem dritten Tabellenplatz der Spitzengruppe an und Granitza waren 17 Tore in 31 Einsätzen geglückt. Von Mai bis August 1978 spielte er erstmals kurzzeitig in der NASL bei Chicago Sting.
In der Vorrunde 1978/79 absolvierte er 15 Spiele mit zwei Treffern. Sein letzter Einsatz datiert vom 16. Dezember 1978, als Hertha BSC mit 0:2 Toren das Heimspiel gegen den 1. FC Köln verlor. Vor dem Mittelfeld mit Ole Rasmussen, Dieter Nüssing, Wolfgang Sidka und Erich Beer bildete er letztmals zusammen mit Jürgen Milewski den Angriff der Berliner.  Die finanziell klamme Hertha freute sich, Granitza in der Winterpause für 440.000 Deutsche Mark ganz den Chicago Stings übereignen zu können.

### 1978–1991: Chicago Stings und Chicago Power
Ab dem Jahre 1979 spielte Granitza für Chicago Sting in der NASL und brachte es bis 1984 in 199 Spielen auf 128 Tore, womit er in der ewigen Torschützenliste hinter Giorgio Chinaglia den zweiten Rang belegt. US-amerikanischer Profimeister wurde er in den Jahren 1981 und 1984. 1982 wurde er in Chicago zum Sportler des Jahres gewählt und im Jahr des zweiten Meisterschaftsgewinns, 1984, wurde Granitza in das NASL-Allstarteam berufen. Mannschaftskollegen in Chicago waren unter anderen seine Landsleute Hans Weiner, Ingo Peter und Arno Steffenhagen.
Granitza zählte zu den besten Hallenspezialisten der MISL (Major Indoor Soccer League), wobei er bereits zu NASL-Zeiten im Indoor Soccer erfolgreich war. Bei insgesamt 238 Ligaspielen, die er von 1980 bis 1987 für das Indoor-Team von Chicago Sting absolvierte, kam er gleich 314 Mal zum Torerfolg. In den Jahren 1988 bis 1990 brachte er es auch noch zu 53 Einsätzen und 97 Toren für Chicago Power in der American Indoor Soccer Association.
In seiner Zeit in Chicago machte Granitza auch mit seinem Engagement für soziale und karitative Zwecke auf sich aufmerksam.

## Nach der Karriere
Im Mai 1991 kehrte Karl-Heinz Granitza mit Ehefrau Roswitha und den drei Kindern, zwei davon in den USA geboren, nach Deutschland zurück, was Granitza vor allem mit dem Heimweh seiner Frau begründete, zuerst nach Dortmund, 1992 wieder nach Berlin. Er war noch aktiv bei den Alten Herren des Mariendorfer SV 06 und der Hertha-Traditionself sowie in der 1. Altliga Mannschaft des SC Borsigwalde 1910. Danach spielte er noch in der Ü-50-Mannschaft der Reinickendorfer Füchse.
In Berlin eröffnete er von seinen relativ mäßigen Ersparnissen zunächst in Charlottenburg in der Grolmanstraße am Savignyplatz eine „Sports Bar“ im amerikanischen Stil, die er nach dem gleichnamigen Boulevard in Chicago State Street nannte. Nach Anwohnerprotesten wegen Lärmbelästigung musste er diese aber 1996 wieder schließen und blieb auf Schulden sitzen.
Karl-Heinz Granitza wurde im Jahr 2003 in die National Soccer Hall of Fame aufgenommen.
Von Februar bis Juni 2007 war er Trainer beim SV Röchling Völklingen, den er vor dem Abstieg aus der fünftklassigen Verbandsliga Saarland bewahrte. Danach war er bis 2009 als Scout für den FC Chelsea tätig.
Anschließend versuchte er, mit der Website karlheinzgranitza.com eine Karriere als selbständiger Blogger zu etablieren.